# بيترو ملتستا
بيترو ملتستا (بالإيطالية: Simone Malatesta)‏ (9 فبراير 1982 بروما في إيطاليا - ) هو لاعب كرة قدم إيطالي في مركز الهجوم. لعب مع نادي أسكولي ونادي بارما ونادي برو فيرتشيلي ونادي فينيزيا ونادي كاربي ونادي مانتوفا ونادي مودينا ويوفنتوس وUSD Follonica Gavorrano ‏ وFC Carpenedolo SSD ‏ وValenzana Mado ‏ ونادي براتو وجونيور بييلا ليبرتاس وLupa Roma FC ‏ وUS Castelnuovo Garfagnana SCSD ‏ وايه سي ماكراتيسي وكارسو كالتشيو ‏.

## وصلات خارجية
- بيترو ملتستا على موقع قاعدة بيانات كرة القدم.إي يو (الإنجليزية)